# Осман Карабеговић
Осман Карабеговић (Бања Лука, 7. септембар 1911 — Београд, 24. јун 1996) био је учесник Народноослободилачке борбе, друштвено-политички радник и народни херој Југославије.

## Биографија
Рођен је 7. септембра 1911. године у Бањој Луци. Похађао је гимназију и био активиста удружења „Млада Југославија“. У чланство Комунистичке партије Југославије (КПЈ) је примљен 1932. и исте године истеран из школе због учешћа у ђачком штрајку. Последњи разред гимназије завршио је у Сарајеву 1933. године.
Због активности у СКОЈ-у и Партији био је ухапшен. На саслушању су га тукли корбачем. Пуштен је из затвора под притиском демократске јавности. Осман је 1933. уписао ветерину у Загребу. Укључио се у рад СКОЈ-а и Партије. Због те активности био је више пута хапшен од загребачке полиције. 1935. протјеран је у Бању Луку. Школске 1936/37. уписао се на медицину у Београд и постао један од најактивнијих студената и комуниста, па је изабран за члана Универзитетског комитета СКОЈ-а и члана Акционог одбора у Београду. Учесник је свих демонстрација против режима, па је више пута хапшен и премлаћиван. Кад је отпочео Други свјетски рат, Осман се враћа у Бању Луку. Изабран је за члана Обласног комитета КПЈ за Босанску крајину.

### Народноослободилачка борба
Један је од организатора савјетовања које је одржано почетком јуна 1941. на Шехитлуцима, изнад Бањалуке. То је био посљедњи договор комуниста у припреми устанка у Босанској крајини. У другој половини јуна 1941. он обилази Приједор, Босански Нови, Крупу и Бихаћ, одржава састанке са војним повјереницима и партијским комитетима и преноси усвојене одлуке руководства КПЈ у вези са припремама устанка. Почетком јула 1941. заједно са Јосипом Мажаром Шошом обишао је Босански Петровац и Двор и формирао војне комитете за припреме оружане борбе.
Уочи самог устанка, 25. јула 1941. присуствовао је савјетовању у Орловцима код Приједора, гдје је извршен распоред. Карабеговић је, заједно са доктором Младеном Стојановићем, упућен на Козару да организује устанак. Са доктором Младеном Стојановићем, Јосипом Мажаром Шошом и другим приједорским, новским и дубичким комунистима организовао је оружане групе и акције. Већ у августу 1941, када је формиран Други крајишки НОП одред, постао је његов први политички комесар. Почетком октобра 1941. учествовао је на војном савјетовању које је одржано у главном штабу за Босну и Херцеговину на Романији.
Један је од организатора обласног партијског савјетовања за Босанску крајину, одржаном 22. фебруара 1942. у Кнежеву. Тада је Осман постављен за политичког комесара Оперативног штаба за Босанску крајину, а крајем 1942, кад је формиран Први босански корпус, постављен је за његовог политичког комесара. До краја рата, између осталог, био је секретар Обласног комитета КПЈ за Босанску крајину, члан Покрајинског комитета КПЈ и члан Главног штаба НОВ и ПО за Босну и Херцеговину. Учествовао је као вијећник на Првом и Другом засједању АВНОЈ-а и на оба засједања ЗАВНОБиХ-а.

### Послератна каријера
Послије ослобођења Југославије, вршио је низ одговорних политичких дужности, као што су:
- посланик Народне скупштине ФНРЈ од 1946. до 1974. године;
- члан Савезне владе од 1947. до 1956. године и
- предсједник Извршног вијећа Народне скупштине НР БиХ од 1956. до 1963. године.

Истовремено био је и члан ЦК СКЈ, од 1948. године, а једно вријеме и члан Предсједништва ЦК СКЈ. Године 1974. је искључен је из СКЈ, због „супротстављања политици“ Савеза комуниста.
Био је ожењен Љубицом Карабеговић, а његов син Енес Карабеговић је био дипломата и амбасадор Савезне Републике Југославије у Ираку.
Умро је 24. јуна 1996. године у Београду. Сахрањен је у Алеји народних хероја на Новом гробљу.
Носилац је Партизанске споменице 1941. и и других југословенских одликовања. Орденом народног хероја Југославије одликован је 23. јула 1952. године.